# سعيد معروف
سعيد معروف (مواليد 20 أكتوبر 1985) هو لاعب كرة طائرة إيراني وكان قائد منتخب إيران.

## روابط خارجية
- سعيد معروف على موقع الاتحاد الدولي beach volleyball database (الإنجليزية)
- سعيد معروف على موقع الاتحاد الأوروبي (الإنجليزية)
- سعيد معروف على موقع دوري الدرجة الأولى الإيطالي للكرة الطائرة - رجال (الإيطالية)
- سعيد معروف على موقع اللجنة الأولمبية الدولية (الإنجليزية)
- سعيد معروف على موقع أوليمبيديا (الإنجليزية)